# شعار المصمم

تعد تومي هيلفيغر التجارية مثالاً على شعار المصمم.

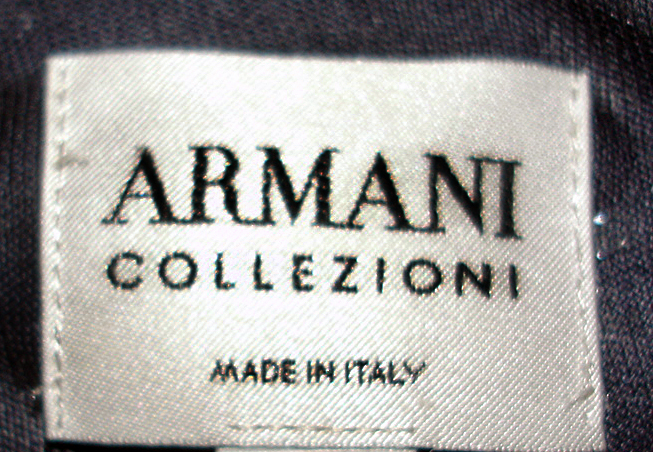
أرماني هو مثال آخر لشعارات الملابس الفاخرة.

يشير مصطلح شعار المصمم إلى الملابس ، ومصنعي السيارات الفاخرة ،وغير ذلك من المواد الشخصية التكميلية التي تباع تحت ماركة مرموقة في أغلب الأحيان والتي يطلق عليها عادة اسم مصمم أو مؤسس أو موقع ـ المكان الذي تأسست فيه الشركة (مثل بي إم دبيلو ). وكثيرا ما يطبق هذا المصطلح على السلع الكمالية . في حين أن أعضاء الطبقة الوسطى العليا ، أو الأثرياء ، ربما كانوا أكثر العملاء استهدافاً لهذه الشعارات المصممة، فإن بعض السرادقات - مثل كارتييه ورولكس ومون بلان وتصميم الأزياء الراقية - يميلون إلى قاعدة أغنى للعملاء.. لكن كل علامة تجارية مصممة تقريبًا لديها سلع لا تستطيع الطبقة المتوسطة عادةً تحمل تكلفتها مثل الجلود الغريبة ، والفراء والجلود ، وقطع الإصدار المحدود ، أو الأشياء ذات الأسعار الأعلى ببساطة. تستخدم شركات المصمم Designer Label سلعها الأصغر والأرخص سعراً ، والتي تستهدف الطبقة الوسطى ، مثل المحافظ ومجوهرات الموضة وحلقات المفاتيح والإكسسوارات الصغيرة ، لتحقيق معظم دخلها ، في حين تستخدم القطع الأكثر تكلفة مثل الأزياء الراقية والمجوهرات الراقية وحقائب اليد والأحذية وحتى المفروشات عادة ما تكون مخصص لعملاء الطبقة العليا الأكثر ثراءً.
العديد من شعارات المصممين الكبيرة تركز على تصميم الأزياء الراقية والتسويق مع ترخيص إنتاج سلعهم الأرخص للآخرين. في صناعة النظارات ، على سبيل المثال ، العلامات التجارية مثل بور بيري و شانيل وأرماني وبرادا أسماء علاماتها التجارية لقادة السوق مثل لوكسوتيكا .
يالعديد من متاجر الأقسام نفسها قد تعتبر مسميات مصممة ، مثل نيمان ماركوس وهارودز وديفيد جونز ودايمارو .
شعارات المصممين ليست مقتصرة فقط على صناعة تصميم الأزياء فقط. تعتبر العديد من شركات المركبات والدراجات النارية مثل رولز رويس وهارلي ديفيدسون ومرسيدس بنز من شعارات المصممين.  تقوم هذه الشركات بصنع سياراتها بمستوى أعلى من متوسط الشركات المصنعة والكثير من المميزات الأخرى مثل الجلود التي تستخدم في التنجيد والأشغال الخشبية والألواح والمستويات العالية من الأمان والتكنلوجيا الإضافية والسرعة المستخدمة في تصنيع نموذج أفضل. تتزايد الطلبات على تلك المركبات في جميع أنحاء العالم ، وقد تطبق قوائم الانتظار على بعض الطرازات مثل رولز رويس فانتوم وبوجاتي فيرون .
العديد من الاشخاص يعتبرون شعارات المصممين رمز المكانة .
تشير بعض الأبحاث إلى أن المنتجات التي تحمل شعارات المصممين يُنظر على أنها أعلى من حيث الجودة والموضة من المنتجات نفسها التي لا تحمل ملصقات المصممين. تظهر دراسات أخرى أدلة ع على أن أسماء الشعارات التجارية تؤثر بالفعل على إدراك المستهلكين للأسعار ولكن ليس لنوعية المنتجات.
إن العلاقة بين المنتجات الاستهلاكية والوضع الاجتماعي محل نقاش كبير

## قائمة
- أرماني
- كالفين كلاين